# Khalil Shakir
Khalil Shakir (Murrieta, California; 3 de febrero de 2000) es un jugador profesional estadounidense de fútbol americano, se desempeña en la posición de wide receiver en Buffalo Bills, en la National Football League (NFL).

## Carrera
Hizo su debut profesional con el equipo Buffalo Bills, lleva jugando dos temporadas, comenzó en el 2022.